# Never Too Late (Elton-John-und-Brandi-Carlile-Lied)
Never Too Late ist ein Lied von Brandi Carlile und Elton John und wurde 2024 für den Dokumentarfilm Elton John: Never Too Late komponiert.

## Hintergrund
Der spätere Film Elton John: Never Too Late wurde im Jahr 2022 von Disney angekündigt. Während des Produktionsprozesses besuchte Brandi Carlile Elton John in dessen Haus in Südfrankreich. Dort zeigte ihr Regisseur David Furnish eine erste Rohfassung. Carlile war davon sehr inspiriert und schrieb einen Liedentwurf. In einem Interview sagte sie später, dass sie sehr nervös gewesen sei, bevor sie John den Text zeigte. John und sein Produzent Andrew Watt und Freund Bernie Taupin schrieben den Text noch um.
John war von dem Endergebnis so begeistert, dass er den Film von Goodbye Yellow Brick Road nach dem Lied umbenannte.

## Veröffentlichung
Das Lied wurde am 15. November 2024 von den Label EMI und Mercury Records veröffentlicht. Das dazugehörige Musikvideo wurde am selben Tag auf dem YouTube-Kanal von John online gestellt. Im Video sind unveröffentlichte Szenen aus dem Dokumentarfilm zu sehen.
In Großbritannien stieg das Lied auf Platz 3 der Downloadcharts und auf Platz 47 der klassischen Musikcharts.

## Auszeichnungen
Das Lied gewann bei den Hollywood Music in Media Awards 2024 in der Kategorie Bester Song. Im Jahr 2025 wurde es für einen Satellite Award und einen Oscar in derselben Kategorie nominiert.